# Корвети типу «Касл»
Корвети типу «Касл» (англ. Castle class corvettes) — клас військових кораблів з 44 океанських корветів, що випускалися британськими суднобудівельними компаніями в період з 1943 по 1944 роки. Проєкт розроблявся на основі корветів попереднього класу «Флавер», як збільшена та удосконалена версія цих кораблів. Кораблі перебували на озброєнні ескортних протичовнових сил Королівських військово-морських флотів Великої Британії та Канади і активно діяли в ході бойових дій Другої світової війни та післявоєнний час.

## Опис
У середині 1939 року Британське адміралтейство замовило 175 корветів типу «Флавер» для охорони судноплавства на східному узбережжі Британії. Вони були спроєктовані таким чином, щоб уможливити їхнє будівництво у значних кількостях на невеликих за потужностями й спроможностями верфях, щоб не створювати перепонів процесу будівництва великих військових кораблів великими корабельнями. Але, на той час, коли наприкінці 1940 року корвети «Флавер» почали надходити на озброєння, ситуація навколо Британських островів кардинальним чином змінилася, британському флотському командуванню потребувалося більше кораблів, які б могли плавати на велику дальність і виконувати місії за межами прибережних вод. «Флавери» не підходили для супроводжувальних завдань у відкритому океані в Північній Атлантиці, особливо в сувору погоду; їм не вистачало швидкості, витривалості та зручності для проживання, але вони стали основним кістяком Середньоокеанських ескортних сил, які захищали транспортні конвої, що перетинали Атлантику.
Королівський військово-морський флот визнав обмеження «Флавер» і в листопаді 1940 року видав завдання на проєктування фрегата океанського типу, який згодом став фрегатом типу «Рівер». Утім ці кораблі виходили надто дорогими, щоб виробляти їх з необхідною швидкістю, і до того ж потребували більших стапелів для їхнього будівництва, чого не мала більшість попередніх корабельнь, що випускали «Флавери». У відповідь на це наприкінці 1942 року був розроблений фрегат класу «Лох», який був створений на базі «Рівер» і призначений для збірного вузлового будівництва. Відповідно корвети типу «Касл» розроблялися на основі пропозиції компанії Smith's Dock Company, яка розробила проєкт «Флавер», як модернізована посилена версія «Флавера». Результатом стала зменшена версія «Лоха» для тих верфей, які будували корвети переважно традиційними методами.
У травні 1943 року проєкт був остаточно затверджений, і 96 «Лохів» були замовлені для будівництва на верфях Великої Британії та Канади. Пізніше 15 британських і всі 37 канадських кораблів були скасовані. Натомість Канада отримала 12 кораблів британської побудови. Велика Британія побудувала ще п'ять рятувальних кораблів конвою для свого торговельного флоту. Після війни чотири стали метеорологічними кораблями.

## Конструкція
Конструктивно «Касл» нагадував модернізовані «Флавери» з розширеним баком і щоглою за мостом, але був на 420 тонн важчим і на 37 футів довшим. Управління експериментальних робі Адміралтейства у Гасларі розробило вдосконалену форму корпусу, яка, у поєднанні зі збільшеною довжиною, зробила «Касл» принаймні на піввузла швидшим, ніж «Флавер», попри використання однакових двигунів. «Касл» також мав один гвинт. Гратчаста грот-щогла була використана замість древкової версії, встановленої на «Флавері».
У будівництві використовувалися переважно традиційні методи з якомога більшою кількістю зварювання. Розміри відповідали «Флаверам», але в деяких місцях трохи мінялися. Рубка управління була аналогічна тій, що монтувалася на «Лох», радіорубка і ґратчаста щогла встановлювалися блоком як збірні одиниці.
«Касл» озброювався протичовновим бомбометом «Сквод», яким керували прилади управління типу 145 і 147B ASDIC. Для порівняння на «Флаверах» стояли старіші бомбомети «Хеджхог», а «Скводи» не могли бути інстальовані. У вересні 1943 року перші робочі радари типу 147 і «Сквод» були встановлені на борту корвета «Хадлі Касл».
Замість основної гармати BL 4-inch Mk IX «Касл» оснащувався новітньою 4-дюймовою гарматою QF Mk XIX у висококутовій/низькокутовій баштовій установці, яку можна було використовувати проти літаків, а також надводних цілей, таких як підводні човни.

## Список корветів типу «Касл»

### Список корветів Королівського ВМФ Великої Британії
Позначення
| N з/п | Назва корабля     | No.  | Верф                                              | Закладений       | Спущений на воду  | Введений до строю | Статус |
| ----- | ----------------- | ---- | ------------------------------------------------- | ---------------- | ----------------- | ----------------- | --- |
| 1     | «Елінгтон Касл»   | K689 | Fleming and Ferguson, Пейслі                      | 22 липня 1943    | 29 лютого 1944    | 19 червня 1944    | 1947 року виведений зі складу флоту; 20 грудня 1958 року проданий на брухт |
| 2     | «Бамбург Касл»    | K412 | John Lewis & Co. Ltd, Абердин                     | 1 липня 1943     | 11 січня 1944     | 30 травня 1944    | 22 травня 1959 року проданий на брухт |
| 3     | «Кейстор Касл»    | K690 | John Lewis & Co. Ltd, Абердин                     | 26 серпня 1943   | 22 травня 1944    | 29 вересня 1944   | у березні 1956 року проданий на брухт |
| 4     | «Денбі Касл»      | K696 | John Lewis & Co. Ltd, Абердин                     | 30 вересня 1943  | 5 серпня 1944     | 30 грудня 1944    | 13 лютого 1945 року уражений торпедною атакою U-992; визнаний тотально зруйнованим і списаний                                                                                                 |
| 5     | «Фарнгам Касл»    | K413 | John Crown & Sons, Сандерленд                     | 25 червня 1943   | 25 квітня 1944    | 31 січня 1945     | 1947 року виведений зі складу флоту; 31 жовтня 1960 року проданий на брухт |
| 6     | «Гедінгам Касл»   | K529 | John Crown & Sons, Сандерленд                     | 2 листопада 1943 | 30 жовтня 1944    | 12 травня 1945    | у серпні 1945 року виведений зі складу флоту; у квітні 1958 року проданий на брухт |
| 7     | «Хадлі Касл»      | K355 | Smith's Dock Company, Редкар і Клівленд           | 4 квітня 1943    | 21 червня 1943    | 18 вересня 1943   | у серпні 1946 року виведений зі складу флоту; у січні 1959 року проданий на брухт |
| 8     | «Кенілворт Касл»  | K420 | Smith's Dock Company, Редкар і Клівленд           | 7 травня 1943    | 17 серпня 1943    | 22 листопада 1943 | у 1948 році виведений зі складу флоту; 20 червня 1959 року проданий на брухт |
| 9     | «Ланкастер Касл»  | K691 | Fleming and Ferguson, Пейслі                      | 10 вересня 1943  | 14 квітня 1944    | 15 вересня 1944   | у 1947 році виведений зі складу флоту; 20 червня 1959 року проданий на брухт |
| 10    | «Мейден Касл»     | K443 | Fleming and Ferguson, Пейслі                      | 1943             | 8 червня 1944     | листопад 1944     | 22 червня 1955 року проданий на брухт |
| 11    | «Норган Касл»     | K447 | A. & J. Inglis, Глазго                            | 30 вересня 1943  | 12 квітня 1944    | 6 вересня 1944    | 6 вересня 1944 року переданий до Королівського ВМФ Канади, перейменований на HMCS Humberstone. 1947 року проданий цивільному флоту                                                            |
| 12    | «Окгам Касл»      | K530 | A. & J. Inglis, Глазго                            | 30 вересня 1943  | 20 липня 1944     | 10 грудня 1944    | у 1950 році виведений зі складу флоту; 1957 року перероблений на метеорологічний корабель; 1977 року списаний на брухт                                                                        |
| 13    | «Пембрук Касл»    | K450 | Ferguson Shipbuilders, Порт-Глазго                | 3 червня 1943    | 12 лютого 1944    | 29 червня 1944    | у 1943 році переданий до Королівського ВМФ Канади, перейменований на HMCS Tillsonburg. 1947 року проданий цивільному флоту                                                                    |
| 14    | «Рейлі Касл»      | K695 | Ferguson Shipbuilders, Порт-Глазго                | 1943             | 12 червня 1944    | жовтень 1944      | перероблений на рятувальне судно конвою, перейменований на SS Empire Rest. У жовтні 1951 року проданий на брухт                                                                               |
| 15    | «Алнвік Касл»     | K405 | George Brown, Грінок                              | 12 червня 1943   | 23 травня 1944    | 11 листопада 1944 | 1958 року проданий на брухт |
| 16    | «Бернард Касл»    | K594 | George Brown, Грінок                              | 1943             | 5 жовтня 1944     | 17 квітня 1945    | перероблений на рятувальне судно конвою, перейменований на SS Empire Shelter. 29 липня 1955 року проданий на брухт                                                                            |
| 17    | «Флінт Касл»      | K383 | Henry Robb, Літ                                   | 20 квітня 1943   | 1 вересня 1943    | 31 грудня 1943    | у березні 1956 року виведений зі складу флоту. 10 липня 1958 року проданий на брухт |
| 18    | «Гілфорд Касл»    | K378 | Henry Robb, Літ                                   | 25 травня 1943   | 13 листопада 1943 | 11 березня 1944   | у 1944 році переданий до Королівського ВМФ Канади, перейменований на HMCS Hespeler. 1946 року проданий цивільному флоту                                                                       |
| 19    | «Гедінгам Касл»   | K491 | Henry Robb, Літ                                   | 23 липня 1943    | 26 січня 1944     | 10 травня 1944    | у 1944 році переданий до Королівського ВМФ Канади, перейменований на HMCS Orangeville. 1947 року проданий цивільному флоту                                                                    |
| 20    | «Нерсборо Касл»   | K389 | Blyth Dry Dock, Блайт                             | 22 квітня 1943   | 1 вересня 1943    | 5 квітня 1944     | 16 березня 1956 року списаний на брухт |
| 21    | «Лонстон Касл»    | K397 | Blyth Dry Dock, Блайт                             | 27 травня 1943   | 27 листопада 1943 | 20 червня 1944    | у 1947 році виведений зі складу флоту; 3 серпня 1959 року розібраний на брухт |
| 22    | «Сендгейт Касл»   | K488 | Smith's Dock Company, Мідлсбро                    | 23 червня 1943   | 28 грудня 1943    | 18 травня 1944    | 4 травня 1944 року переданий до Королівського ВМФ Канади, перейменований на HMCS St. Thomas (K488). 22 листопада 1945 року виведений зі складу флоту. 1946 року проданий цивільному флоту     |
| 23    | «Тамворт Касл»    | K393 | Smith's Dock Company, Мідлсбро                    | 25 серпня 1943   | 26 січня 1944     | 3 липня 1944      | 19 червня 1944 року переданий до Королівського ВМФ Канади, перейменований на HMCS Kincardine. 17 лютого 1946 року виведений зі складу флоту. 1947 року проданий цивільному флоту як Saada     |
| 24    | «Велмер Касл»     | K405 | Smith's Dock Company, Мідлсбро                    | 23 вересня 1943  | 10 березня 1944   | 5 вересня 1944    | 21 серпня 1944 року переданий до Королівського ВМФ Канади, перейменований на HMCS Leaside. 16 листопада 1945 року виведений зі складу флоту. 1946 року проданий цивільному флоту як Coquitlam |
| 25    | «Йорк Касл»       | K372 | Ferguson Brothers, Порт-Глазго                    | 1944             | 29 вересня 1944   | грудень 1944      | на стадії будівництва перероблений на рятувальне судно конвою SS Empire Comfort. 1955 року розібраний на брухт                                                                                |
| 26    | «Хівер Касл»      | K521 | Blyth Dry Dock, Блайт                             | 29 червня 1943   | 24 лютого 1944    | 15 серпня 1944    | 25 лютого 1944 року переданий до Королівського ВМФ Канади, перейменований на HMCS Copper Cliff. 1946 року проданий цивільному флоту як Ta Lung                                                |
| 27    | «Лідс Касл»       | K384 | William Pickersgill & Sons Ltd, Сандерленд        | 22 квітня 1943   | 12 жовтня 1943    | 15 лютого 1944    | у листопаді 1956 року виведений зі складу флоту; 5 червня 1958 року списаний на брухт |
| 28    | «Мопет Касл»      | K693 | William Pickersgill & Sons Ltd, Сандерленд        | 23 червня 1943   | 26 листопада 1943 | 13 липня 1944     | 1946 року виведений зі складу флоту; 9 серпня 1960 року списаний на брухт |
| 29    | «Нунні Касл»      | K446 | Blyth Dry Dock, Блайт                             | 12 серпня 1943   | 26 січня 1944     | 8 жовтня 1944     | 28 вересня 1944 року переданий до Королівського ВМФ Канади, перейменований на HMCS Bowmanville. 1947 року проданий цивільному флоту як Ta Shun                                                |
| 30    | «Оксфорд Касл»    | K692 | Harland and Wolff, Белфаст                        | 21 червня 1943   | 11 грудня 1943    | 10 березня 1944   | 6 вересня 1960 року проданий на брухт |
| 31    | «Певенсі Касл»    | K449 | Harland and Wolff, Белфаст                        | 21 червня 1943   | 11 січня 1944     | 10 червня 1944    | у лютому 1946 року виведений зі складу флоту; 1959 року перероблений на метеорологічний корабель Weather Monitor                                                                              |
| 32    | «Райзінг Касл»    | K398 | Harland and Wolff, Белфаст                        | 21 червня 1943   | 8 лютого 1944     | 26 червня 1944    | 8 червня 1944 року переданий до Королівського ВМФ Канади, перейменований на HMCS Arnprior. У березні 1946 року проданий ВМС Уругваю як Montevideo                                             |
| 33    | «Скарборо Касл»   | K536 | Fleming and Ferguson, Пейслі                      | 1944             | 8 вересня 1944    | січень 1945       | на стадії будівництва перероблений на рятувальне судно конвою SS Empire Peacemaker. 1955 року розібраний на брухт                                                                             |
| 34    | «Шербур Касл»     | K453 | Harland and Wolff, Белфаст                        | 21 червня 1943   | 24 лютого 1944    | 14 липня 1944     | 29 червня 1944 року переданий до Королівського ВМФ Канади, перейменований на HMCS Petrolia. 1946 року проданий цивільному флоту як Maid of Athens                                             |
| 35    | «Тінтагель Касл»  | K399 | Ailsa Shipbuilding Company, Трун                  | 29 квітня 1943   | 13 грудня 1943    | 7 квітня 1944     | у червні 1958 року списаний на брухт |
| 36    | «Вулвесі Касл»    | K461 | Ailsa Shipbuilding Company, Трун                  | 1 червня 1943    | 24 лютого 1944    | 15 червня 1944    | 6 червня 1944 року переданий до Королівського ВМФ Канади, перейменований на HMCS Huntsville. 1946 року проданий цивільному флоту як SS Wellington Kent                                        |
| 37    | «Емберлі Касл»    | K386 | William Pickersgill & Sons Ltd, Сандерленд        | 31 травня 1943   | 25 листопада 1943 | 24 листопада 1944 | у 1957 році перероблений на метеорологічний корабель Weather Advisor |
| 38    | «Берклі Касл»     | K387 | Barclay Curle, Плімут                             | 23 квітня 1943   | 19 серпня 1943    | 18 листопада 1944 | 24 лютого 1956 року списаний на брухт |
| 39    | «Керісбрук Касл»  | K379 | Caledon Shipbuilding & Engineering Company, Данді | 12 березня 1943  | 31 липня 1943     | 17 листопада 1943 | 14 червня 1958 року списаний на брухт |
| 40    | «Дамбартон Касл»  | K388 | Caledon Shipbuilding & Engineering Company, Данді | 6 травня 1943    | 28 вересня 1943   | 25 лютого 1944    | у березні 1961 року списаний на брухт |
| 41    | «Герст Касл»      | K416 | Caledon Shipbuilding & Engineering Company, Данді | 6 серпня 1943    | 23 лютого 1944    | 9 червня 1944     | 1 вересня 1944 року потоплений німецьким ПЧ U-482 північніше Ірландії |
| 42    | «Портчестер Касл» | K362 | Swan Hunter, Волсенд                              | 17 березня 1943  | 21 червня 1943    | 8 листопада 1943  | 14 травня 1958 року списаний на брухт |
| 43    | «Рашен Касл»      | K372 | Swan Hunter, Волсенд                              | 8 квітня 1943    | 16 липня 1943     | 24 лютого 1944    | у 1960 році перероблений на метеорологічний корабель Weather Surveyor |
| 44    | «Шрюсбері Касл»   | K374 | Swan Hunter, Волсенд                              | 5 травня 1943    | 16 серпня 1943    | 24 квітня 1944    | 17 квітня 1944 року переданий до Королівського ВМФ Норвегії, перейменований на HNoMS Tunsberg Castle. 12 грудня 1944 року затонув унаслідок підриву на міні північніше Ботсфіорда             |

## U-boot, потоплені корветами типу «Касл»
- U-744 — 6 березня 1944 року потоплений «Ікарус», «Св. Катаріна», «Феннел», «Чілівок», «Шод'єр», «Гатино» та «Кенілворт Касл»
- U-484 — 9 вересня 1944 року потоплений північно-західніше Ірландії «Портчестер Касл» і «Гелмсдейл»
- U-1200 — 11 листопада 1944 року потоплений південніше Ірландії кораблями «Певенсі Касл», «Лонстон Касл», «Портчестер Касл» і «Кенілворт Касл»
- U-387 — 9 грудня 1944 року потоплений у Баренцевому морі корветом «Бамбург Касл»
- U-877 — 27 грудня 1944 року затоплений північно-західніше Азорських островів корветом «Сайнт-Томас»
- U-425 — 17 лютого 1945 року потоплений у Баренцовому морі «Ларк» і «Алнвік Касл»
- U-878 — 10 квітня 1945 року у Біскайській затоці «Ванквішер» та «Тінтагель Касл»